# Ang Em
Ang Em (tiếng Việt: Nặc Ông Yêm 匿螉淹) (1672-1696) là vua Chân Lạp các giai đoạn 1700-1701, 1710-1722. Tên húy là Ang Em. Hiệu là "Keo Fa III" và "Barom Ramadhipati".

## Tiểu sử
Ang Em (Ông Yêm) là con trai của phó vương Ang Nan (Nặc Ông Nộn). Ang Em lấy con gái cả của vua Chey Chettha IV (Ang Sor - Nặc Ông Thu) là Maha Kshatriyi.
Năm 1708, Ang Tham (Nặc ông Thâm con của Nặc Thu) phải cầu viện quân Xiêm La để chống lại cuộc đảo chính của Ang Em (Nặc ông Yêm). Ang Em thua chạy sang Gia Đinh cầu xin hỗ trợ của chúa Nguyễn.
Chúa Nguyễn sai quan cai cơ là Nguyễn Cửu Vân sang đánh Ang Tham. Nguyễn Cửu Vân sang phá được quân Xiêm La; đem Ang Em về thành La-bích (tức Longvek). Từ đó Ang Tham ở Xiêm La cứ thỉnh-thoảng đem quân về đánh Ang Em.
Năm 1714 quân của Ang Tham về lấy thành La-bích và vây đánh Ang Em. Ang Em sai người sang Gia Định cầu-cứu. Quan đô đốc Phiên-trấn (Gia-định) là Trần Thượng Xuyên và quan phó-tướng Trấn-biên (Biên-hòa) là Nguyễn Cửu Phú phát binh sang đánh, vây Nặc ông Thu (tức Chey Chettha IV, Ang Sor, cha của Ang Tham) và Ang Tham ở trong thành La-bích. Nặc ông Thu và Nặc ông Thâm sợ-hãi, bỏ thành chạy sang Xiêm La.
Năm 1715, Trần thượng Xuyên lập Nặc ông Yêm lên làm vua Chân-lạp. Ang Em lấy hiệu là Keo Fa III, sử Việt còn ghi là Kiều Hoa đệ tam.
Theo sách Gia Định thành thông chí:
Mùa đông năm Ất Mùi (1715), vua Xiêm [Thai Sa] sai bọn Phi nhã Bồ Diệt đem 1500 quân đưa Thâm về Cao Miên xin giảng hòa. Yêm không chịu, đem quân chống lại ở phủ Tầm Bôn.
Mùa xuân năm Bính Thân (1716), bọn Bồ Diệt kéo nhau về Xiêm, Thâm xin vua Xiêm sai em của y là Tân (Ang Tôn) về trước để chiêu tập binh 2 phủ Tầm Bôn và Vô Lật. Yêm dò biết bèn cùng với quân ta tiến đánh tên Tân ở phủ Vô Lật; vua Yêm bắn trúng vai của Tân. Tân chạy về núi Sư Sinh dưỡng bệnh.
Mùa đông năm Đinh Dậu (1717), Phi nhã Chất Tri ở Xiêm đem 10.000 quân bộ đến đồn trú ở Tầm Bôn.
Năm 1717, cuộc chiến Xiêm - Việt nổ ra, quân Xiêm đến cướp phá Hà Tiên. Bấy giờ Hà Tiên không có phòng bị. Quân Xiêm thình lình tới, Tổng binh là Mạc Cửu chống không được, chạy giữ đất Luống Cày. Nặc Thâm cướp hết của cải đem đi. Cửu về Hà Tiên, đắp thành đất, đặt xích hậu xa để làm kế phòng thủ.
Ang Em tiếp tục làm vua Chân Lạp.
Năm 1722, Ang Em truyền ngôi lại cho con là Ang Chee (NặcTha). Ang Em mất năm 1731.

## Hậu duệ
Ang Em và Maha Kshatriyi có với nhau:
- Hoàng tử Ang Chee, sau là vua Jaya hiệu là Satha II.
- Công chúa Peou sau là vợ của hoàng tử Ang Sor (1707-1753), con trai của vua Ang Tong.